# かなざわ散歩道
『かなざわ散歩道』（かなざわさんぽみち）は、1990年4月15日から2011年3月17日までテレビ金沢で放送された金沢市の広報番組。手話通訳放送実施。字幕放送については実施していなかった。

## 概要
テレビ金沢の開局以来、21年間にわたって放送されていた番組である。2011年3月17日の放送で最終回となった（本来は同年3月13日に放送される予定であったが、3月11日に発生した東北地方太平洋沖地震の報道特別番組が放送されたため、3月17日に振替放送となった）。
番組は、金沢市内の名所・名刹の魅力を再考するだけでなく、金沢で活躍する人々にもスポットを当てていた。番組中、テレビ金沢のイメージソングである「てのひらに風の色」（歌：井上あずみ）が使われていた。

## 出演者
- 横田幸子（当時テレビ金沢アナウンサー）

## 放送時間
- テレビ金沢：3週おきの日曜日 7:30 - 8:00
  - 他の日本テレビ系列局ではこの時間帯、『遠くへ行きたい』が放送されていた。
- テレビ金沢のほか、金沢ケーブルテレビネットでも『いいね金沢ケーブルリポート』枠で放送されていた。